# Yang Talat (huyện)
Yang Talat (tiếng Thái: ยางตลาด) là một huyện (amphoe) ở phía tây tỉnh Kalasin, đông bắc Thái Lan.

## Địa lý
Các huyện giáp rah (từ tây bắc theo chiều kim đồng hồ) là Huai Mek, Nong Kung Si, Mueang Kalasin, Khong Chai của tỉnh Kalasin, Kantharawichai và Chiang Yuen của tỉnh Maha Sarakham.

## Hành chính
Huyện này được chia thành 15 phó huyện (tambon), các đơn vị này lại được chia thành 204 làng (muban). Có hai thị trấn (thesaban tambon) - Yang Talat nằm trên một phần của tambon Yang Talad, và Dok Si nằm trên một phần của tambon Dok Sombun and Um Mao. Ngoài ra có 15 Tổ chức hành chính tambon (TAO).
| Số TT | Tên           | Tên tiếng Thái | Số làng | Dân số |  |
| ----- | ------------- | -------------- | ------- | ------ |  |
| 1.    | Yang Talat    | ยางตลาด        | 20      | 15.734 |  |
| 2.    | Hua Ngua      | หัวงัว           | 13      | 7.827  |  |
| 3.    | Um Mao        | อุ่มเม่า          | 12      | 7.268  |  |
| 4.    | Bua Ban       | บัวบาน          | 22      | 13.226 |  |
| 5.    | Woe           | เว่อ            | 11      | 4.540  |  |
| 6.    | Itue          | อิตื้อ            | 11      | 9.223  |  |
| 7.    | Hua Na Kham   | หัวนาคำ         | 19      | 13.178 |  |
| 8.    | Nong I Thao   | หนองอิเฒ่า       | 11      | 4.789  |  |
| 9.    | Don Sombun    | ดอนสมบูรณ์       | 14      | 8.293  |  |
| 10.   | Na Chueak     | นาเชือก         | 14      | 7.372  |  |
| 11.   | Khlong Kham   | คลองขาม        | 18      | 14.121 |  |
| 12.   | Khao Phra Non | เขาพระนอน      | 9       | 5.815  |  |
| 13.   | Na Di         | นาดี            | 9       | 5.735  |  |
| 14.   | Non Sung      | โนนสูง          | 11      | 7.863  |  |
| 15.   | Nong Tok Paen | หนองตอกแป้น     | 10      | 3.706  |  |